# ألبرتو أونديانو مايينكو
ألبرتو انديانو مايينكو (بالإسبانية: Alberto Undiano Mallenco)‏، من مواليد 8 أكتوبر 1973 في بامبلونا في إسبانيا، حكم كرة قدم إسباني سابق وأثار الكثير من الجدل عند تحكيمه للمباريات المهمة
حكم في كأس العالم للشباب تحت 20 سنة 2007 وشارك في كأس العالم 2010.

## وصلات خارجية
- ألبرتو أونديانو مايينكو على موقع IMDb (الإنجليزية)
- ألبرتو أونديانو مايينكو على موقع Soccerway.com (الإنجليزية)